# Bakonypölöske
Bakonypölöske (německy Peroldsdorf) je vesnice v Maďarsku v župě Veszprém, spadající pod okres Pápa. Nachází se asi 10 km jihovýchodně od Pápy, 12 km severovýchodně od Devecseru a 15 km severozápadně od Ajky. Žije zde 390 obyvatel, z nichž (podle údajů z roku 2015) 95,2 % tvoří Maďaři.
Kromě hlavní části zahrnuje Bakonypölöske i malé části Pityómajor a Újhodály.
Vesnice leží na silnici 8402. Je přímo silničně spojena s obcemi Kup a Noszlop. Bakonypölöskem protéká potok Pölöskei-Hajagos, který se vlévá do potoka Hajagos. Ten se vlévá do řeky Marcal.
V Bakonypölöske se nachází katolický kostel Szent Márton püspök-templom. Je zde též hřbitov, pošta, malý obchod a hospoda.